# Maasdam (fromage)
Le Maasdam  est un fromage des Pays-Bas. Il tient son nom de la localité de Maasdam, en Hollande-Méridionale, où il est fabriqué.
Le fromage de maasdam est en forme de roue d'une masse d'environ 13 kg pour un taux de matières grasses de 45 % (28,6 % de matières grasses sur produit fini). 
Comme ses célèbres voisins d'édam ou de gouda, le maasdam est commercialisé en bloc ou en tranches et peut aussi être râpé. Il se retrouve aussi bien à l'apéritif que sur une tartine, un gratin ou encore un plat de pâtes.
De production assez récente, le maasdam est proche de l'emmental à la fois pour sa saveur et pour ses gros trous. C'est un fromage au lait de vache pasteurisé d'une saveur douce et d'un arrière-goût de noisette légèrement fruité. Le groupe Lactalis commercialise un fromage de ce type sous le nom de Leerdammer.

## Description
Les valeurs nutritionnelles du Maasdam pour 100 grammes sont environ : 
- Énergie : 349 kcal
- Lipides : 27 g
- Protéines : 26 g
- Calcium : 850 mg.